# 1012
Năm 1012 là một năm trong lịch Julius.